# Jean-Paul Liardet
Jean-Paul Liardet, né à Lausanne le 5 octobre 1939, est un musicien, réalisateur de films et compositeur vaudois.

## Biographie
Jean-Paul Liardet montre très jeune des dispositions pour la musique. Encouragé par son professeur de français Jean Morel, il entreprend une formation musicale à l'Institut de Ribaupierre à Lausanne. Il y suit les cours de piano de Suzanne Cavin et Ernest Vulliemin, les cours d'orgue de François Demierre, les cours de musique de chambre de Jean Décosterd ainsi que les cours de théorie de Pierre Chatton. Durant cette période, Jean-Paul Liardet est marqué par les concerts commentés d'Ernest Ansermet avec l'Orchestre de la Suisse romande. Il reçoit les encouragements de musiciens tels que Niklaus Aeschbacher, Francis Poulenc et Heinrich Sutermeister. Il présente son premier Concerto pour piano en 1959 avec le Collegium Musicum de Bâle. Poussé par ses parents, il entre à l'Université de Lausanne en 1959 pour y étudier les sciences économiques et obtient sa licence en 1962.
Entre 1963 et 1964, Jean-Paul Liardet séjourne à Londres où il joue dans plusieurs formations de jazz et fonde un trio avec lequel il crée de nombreuses compositions personnelles et divers arrangements en hommage à Thelonius Monk. Il participe activement à la « contre-culture » londonienne et rencontre beaucoup de musiciens de la Beat Generation. De retour en Suisse en 1964, il décide de poursuivre ses études musicales au Conservatoire de musique de Genève où il travaille l'harmonie avec Bernard Reichel, le contrepoint avec Lionel Rogg, l'orchestration et la composition avec André-François Marescotti, la direction d'orchestre avec Samuel Baud-Bovy et surtout le piano avec Louis Hiltbrand.
Dès 1967, Jean-Paul Liardet travaille l'écriture avec Witold Lutoslawsky et la direction d'orchestre avec Igor Markevitch. Très éclectique, polyvalent et curieux, il s'ouvre aux musiques les plus diverses tout en pratiquant le jazz et la musique contemporaine. Il dirige l'ensemble Octandre, il est maître de chapelle à l'église Saint-Paul à Genève et chef de l'Orchestre de chambre de Nyon. Il dirige aussi le Collegium Academicum de Genève.
Durant cette période, Jean-Paul Liardet s'intéresse aussi aux musiques électroniques et à la musique du « troisième courant ». Entre 1969 et 1972, il vit en Allemagne où il dirige, à Detmold, de nombreuses œuvres et compose plusieurs musiques de scène pour le théâtre. De retour en Suisse en 1972, il s'établit à Aubonne où il mène une carrière de musicien indépendant. Il est actif au sein de la Société internationale de musique contemporaine (SIMC). Entre 1973 et 1983, son activité de réalisateur de film lui vaut plusieurs récompenses, dont le Prix du meilleur film de commande de l'année décerné par le Département fédéral de l'intérieur pour son film La Nostalgie du Souvenir. Jean-Paul Liardet enseigne à partir de 1985 la composition, l'orchestration et l'harmonie au Collège de Genève puis au Collège de Saussure où il fonde un studio de musique électronique. Il se retire de l'enseignement en 1995 afin de se consacrer entièrement à la composition, à la peinture et à l'écriture.
Entre 1972 et 1980, Liardet s'intéresse à la Folk Revival Music, laquelle tisse un lien stylistique évident entre les virginalistes anglais (William Byrd par exemple) et la musique folk du XXe siècle. En 1979, il entre au comité de la section lausannoise de la Société internationale de musique contemporaine (SIMC) et se lie d'amitié avec son président Henri Scolari. La SIMC créé plusieurs de ses compositions dont Requiem à la cathédrale de Lausanne en 1981 et Lieder en 1983. Outre la composition, allant de la musique classique au jazz en passant par la musique contemporaine, Jean-Paul Liardet se passionne aussi pour la peinture et l'écriture. Sa première exposition a lieu à Genève en 1980. Il écrit plusieurs ouvrages et rédige des critiques musicales pour diverses revues comme Caméléon et Mosaïque. Il reçoit le Prix littéraire de la ville de Meyrin pour sa nouvelle Chan Chan. Jean-Paul Liardet vit actuellement à Bougy-Villars dans le canton de Vaud.
Un fonds à son nom a été créé à la section des archives musicales de la Bibliothèque cantonale et universitaire - Lausanne et un catalogue de ses œuvres a été publié en 2003.

## Sources
- « Jean-Paul Liardet », sur la base de données des personnalités vaudoises sur la plateforme « Patrinum » de la Bibliothèque cantonale et universitaire de Lausanne.
- ph arts no 9 09.99
- Revue musicale suisse 2003, no 7/8, p. 11 avec photographie
- Jean-Louis Matthey, Jean-Paul Liardet. Liste des œuvres, BCU, 2003.